# Grégoire Barrère
Grégoire Barrère (* 16. Februar 1994 in Charenton-le-Pont) ist ein französischer Tennisspieler.

## Karriere
Barrère war bislang hauptsächlich auf der ITF Future Tour aktiv. Auf dieser gewann er bisher je sechs Titel im Einzel und Doppel.
Sein erstes Profi-Match hatte er 2016 bei den French Open 2016, an denen er durch eine Wildcard teilnehmen konnte. Im Einzel unterlag er David Goffin in der ersten Runde. Im Doppel zog er mit Quentin Halys in die zweite Runde ein, wo sie Rohan Bopanna und Florin Mergea 3:6, 4:6 unterlagen.

## Erfolge
| Legende (Anzahl der Siege)  |
| Grand Slam                  |
| ATP World Tour Finals       |
| ATP World Tour Masters 1000 |
| ATP World Tour 500          |
| ATP World Tour 250          |
| ATP Challenger Tour (11)    |

### Einzel

#### Turniersiege
| Nr. | Datum            | Turnier     | Belag         | Finalgegner     | Ergebnis      |
| --- | ---------------- | ----------- | ------------- | --------------- | ------------- |
| 1.  | 25. März 2018    | Lille (1)   | Hartplatz (i) | Tobias Kamke    | 6:1, 6:4      |
| 2.  | 3. Februar 2019  | Quimper (1) | Hartplatz (i) | Daniel Evans    | 4:6, 6:2, 6:3 |
| 3.  | 24. März 2019    | Lille (2)   | Hartplatz (i) | Yannick Maden   | 6:2, 4:6, 6:4 |
| 4.  | 2. Oktober 2022  | Orléans     | Hartplatz (i) | Quentin Halys   | 4:6, 6:3, 6:4 |
| 5.  | 30. Oktober 2022 | Brest       | Hartplatz (i) | Luca Van Assche | 6:3, 6:3      |
| 6.  | 29. Januar 2023  | Quimper (2) | Hartplatz (i) | Arthur Fils     | 6:1, 6:4      |

### Doppel

#### Turniersiege
| Nr. | Datum            | Turnier  | Belag         | Partner           | Finalgegner                        | Ergebnis          |
| --- | ---------------- | -------- | ------------- | ----------------- | ---------------------------------- | ----------------- |
| 1.  | 12. Juni 2016    | Lyon     | Sand          | Tristan Lamasine  | Jonathan Eysseric Franko Škugor    | 2:6, 6:3, [10:6]  |
| 2.  | 7. Januar 2017   | Bangkok  | Hartplatz     | Jonathan Eysseric | Yūichi Sugita Wu Di                | 6:3, 6:2          |
| 3.  | 5. Mai 2019      | Bordeaux | Sand          | Quentin Halys     | Romain Arneodo Hugo Nys            | 6:4, 6:1          |
| 4.  | 6. November 2020 | Parma    | Hartplatz (i) | Albano Olivetti   | Sadio Doumbia Fabien Reboul        | 6:2, 6:4          |
| 5.  | 30. Januar 2021  | Quimper  | Hartplatz (i) | Albano Olivetti   | Jamie Cerretani Marc-Andrea Hüsler | 5:7, 7:67, [10:8] |

## Abschneiden bei Grand-Slam-Turnieren

### Einzel
| Turnier         | 2015 | 2016 | 2017 | 2018 | 2019 | 2020 | 2021 | 2022 | 2023 | 2024 | 2025 | Karriere |
| --------------- | ---- | ---- | ---- | ---- | ---- | ---- | ---- | ---- | ---- | ---- | ---- | -------- |
| Australian Open | —    | Q1   | —    | —    | Q2   | 2    | Q3   | Q1   | 1    | 1    | Q1   | 2        |
| French Open     | Q1   | 1    | Q1   | 1    | 2    | 1    | 1    | 2    | 1    | 1    | Q1   | 2        |
| Wimbledon       | —    | Q2   | —    | 1    | 2    |      | 1    | Q1   | 2    | Q1   |      | 2        |
| US Open         | —    | Q1   | —    | Q2   | 2    | 2    | —    | Q2   | 1    | Q1   |      | 2        |

Zeichenerklärung: S = Turniersieg; F, HF, VF, AF = Einzug ins Finale / Halbfinale / Viertelfinale / Achtelfinale; 1, 2, 3 = Ausscheiden in der 1. / 2. / 3. Hauptrunde; Q1, Q2, Q3 = Ausscheiden in der 1. / 2. / 3. Qualifikationsrunde; nicht ausgetragen